# Bruttia Crispina
Bruttia Crispina (164 Řím – 191 Capri) byla římská císařovna v letech 178 až 191, manželka římského císaře Commoda. Manželství s Commodem nepřineslo dědice a tak po vraždě Commoda ho na trůnu nahradil Pertinax.

## Životopis

### Původ
Crispina pocházela z aristokratické rodiny. Byla dcerou dvojnásobného konzula Gaia Bruttiuse Praesense a jeho manželky Valerie. Crispininými prarodiči z otcovy strany byli konzul a senátor Lucius Fulvius Rusticus a Laberia Hostilia Crispina, dcera dalšího dvojnásobného konzula Mania Laberia Maxima.
Crispinin bratr byl budoucí konzul Lucius Bruttius Quintius Crispinus. Rodina jejího otce původně pocházela z Volceii v Lukánii, a byla úzce spojena s římskými císaři Traianem, Hadrianem, Antoninem Piem a Markem Aureliem. Crispina se patrně narodila a vyrůstala v Římě či Volceii.

### Manželství
Crispina se v létě roku 178 provdala za šestnáctiletého Commoda a jako věno do císařské rodiny přinesla množství statků, které se staly součástí imperiálního majetku a Commodovi umožnily kontrolu nad podstatnou částí lukánského území. Svatební obřad byl skromný, epithalamium pro tuto příležitost složil sofista Julius Pollux. Po svatbě získala Crispina titul Augusta a stala se tak císařovnou římské říše, neboť její manžel byl v té době již spolucísařem s jejím tchánem Markem Aureliem. Předchozí císařovna a její tchyně Faustina zemřela tři roky před jejím příchodem k císařskému dvoru. Jako většina sňatků tehdejších šlechticů byla dohodnuta patrem familiem, v případě Crispiny tedy dohodou mezi jejím otcem a jejím nový tchánem, císařem Markem Aureliem. Crispina je popisována jako půvabná žena s citlivým srdcem.
Jako Augusta byla Crispina během posledních dvou let vlády svého tchána a prvních let vlády jejího manžela velmi ctěná. Z dochovaných zdrojů je patrné, že neměla na svého manžela během jeho bizarní vlády nějaký významný politický vliv. Přesto se nevyhnula politickým intrikám císařského dvora, neboť její švagrová Lucilla, sama bývalá císařovna, byla kvůli svému ztracenému titulu i moci na novou císařovnu Crispinu žárlivá. Crispina byla v roce 182 patrně těhotná, což možná motivovalo Lucillu ke spiknutí proti svému bratrovi Commodovi. Tato teorie je založena především na mincích s Crispinou, které zobrazují obrazy spojené s císařovnami, které porodily děti a které publikoval Jerome Aymard ve svém článku „La conjuration de Lucilla“. K této teorii Olivier Hekster zmínil: „Nic není známo o dětech z tohoto manželství, ale novorozenecké úmrtí bylo v té době tak běžné, že vynechání zmínky o těchto událostech bylo normou starověkého psaní“.

### Vyhnanství
Po deseti letech manželství byla Crispina svým manželem falešně obviněna z cizoložství a v roce 188 byla vyhnána na ostrov Capri, kde byla později zavražděna. Po jejím vyhnání se Commodus již znovu neoženil, ale měl milenku jménem Marcia, o které se později říkalo, že byla zapletena do spiknutí kolem Commodovy vraždy.

## Smrt
Na základě špatného výkladu biografického díla Historia Augusta a díla Cassia Dia byl její pád někdy mylně spojován se spiknutím Lucilly s cílem zavraždit Commoda v roce 181 nebo 182, ale její jméno se nadále objevuje na nápisech až do roku 191. (CIL VIII, 02366). Její případné vyhnání od dvora i smrt mohly být místo toho důsledkem pádu Marca Aurelia Cleandera nebo neschopnosti zplodit Commodovi následníka, aby byla zajištěna dynastická posloupnost.